# Carlos Greene 1ra. Sección Tres
Carlos Greene 1ra. Sección Tres är en ort i Mexiko.   Den ligger i kommunen Comalcalco och delstaten Tabasco, i den sydöstra delen av landet, 600 km öster om huvudstaden Mexico City. Carlos Greene 1ra. Sección Tres ligger 14 meter över havet och antalet invånare är 579.
Terrängen runt Carlos Greene 1ra. Sección Tres är mycket platt. Runt Carlos Greene 1ra. Sección Tres är det ganska tätbefolkat, med 179 invånare per kvadratkilometer. Närmaste större samhälle är Villa Tecolutilla, 14,6 km nordost om Carlos Greene 1ra. Sección Tres. Trakten runt Carlos Greene 1ra. Sección Tres består till största delen av jordbruksmark.